# Richard Prescott
Richard Prescott (1725-1788) est un officier britannique, né en Angleterre. Il est Lieutenant-général.

## Carrière militaire
Il est nommé major du 33e Régiment des fantassins, le 20 décembre 1756, transférée au 72e Régiment de fantassins le 9 mai 1758, et le 14 décembre 1761, lieutenant-colonel du 17e Régiment de fantassins. En mai 1762, il est transféré au 50e Régiment de fantassins, avec lequel il sert dans le régiment en Allemagne pendant la guerre de Sept Ans.
Il est par la suite transféré au 7e Régiment de fantassins avant qu'il devienne colonel militaires dans l'armée le 25 juin 1772, avant de se rendre au Canada en 1773. Pendant la descente sur Montréal par les Américains en 1775, le colonel Prescott, qui a le grade de brigadier brigadier-général, essaie de descendre à Québec avec les troupes britanniques et les magasins militaires, mais est obligé de céder aux Américains le 17 novembre. En septembre 1776, il est échangé pour John Sullivan. En novembre, il devient colonel de son régiment, et en décembre, il est troisième dans le commandement de l'expédition contre le Rhode Island, où il reste à la tête des forces britanniques avant la Bataille de Rhode Island.
À la ferme Prescott Farm dans le Rhode Island, il a été enlevé à son quarts de nuit le 10 juillet 1777, par le Lieutenant-colonel William Barton avec une force de 40 hommes, notamment Jack Sisson. Les Américains l'emmènent à Providence. Prescott est à nouveau échangé, cette fois pour Charles Lee. Prescott reprend son commandement en France, mais a été presque immédiatement remplacée par Sir Robert Pigot.
Il devient major-général, le 29 août 1777, et lieutenant-général, le 26 novembre 1782. Son traitement des prisonniers américains est dure et cruelle. Voir "La capture de Prescott par le Lieutenant-colonel William Barton", une adresse à la célébration du centenaire de l'exploit, par Jeremiah Lewis Diman (Providence, 1877).